# Boccavizza
Boccavizza (in sloveno Bukovica) è un paese della Slovenia, frazione del comune di Ranziano-Voghersca nonché sede del municipio e della comunità locale di Boccavizza-Volčja Draga.

## Geografia fisica
La località si trova nella parte occidentale della valle del Vipacco a 56,4 metri s.l.m. e a 4,3 chilometri dal confine italiano.

È attraversata dal fiume Vipacco (Vipava).

## Storia
Tra Boccavizza e Biglia in passato era localizzata la statio romana Ad Fornulos; a testimonianza di ciò nel 1887, nel riempimento di un pozzo di epoca romana, completamente svuotato e rimesso in funzione, gli archeologi trovarono marchi (bolli laterizi) con le iscrizioni "L. ST.  IVSTI e C. TITI HERMEROTIS".
Appartenne dall'XI secolo al 1500 ai Conti di Gorizia per poi passare agli Asburgo alla morte dell'ultimo conte Leonardo.

Durante il dominio asburgico Boccavizza (Bukovica) fu comune catastale autonomo, comprendendo anche parte dell'area allora nota come Ucciadraga (Ovčja Draga, oggi Volčja Draga). In seguito verso la metà dell'Ottocento la località venne aggregata al comune di Vertoiba (Vertojba o Vrtojba).
Dal 1920 al 1947 fece parte del Regno d'Italia, inquadrato nella provincia del Friuli (dal 1927 nella provincia di Gorizia) come frazione del comune di Vertoiba (Vrtojba) fino al 1928 quando questo comune fu soppresso e aggregato a Gorizia; passò poi alla Jugoslavia e quindi alla Slovenia, facendo parte del comune di Nova Gorica fino al 2006.

## Monumenti e luoghi d'interesse
La chiesa parrocchiale dedicata a san Lorenzo venne costruita tra le due guerre mondiali (nel 1928) al posto della precedente distrutta durante la prima guerra mondiale (il fronte passava nei pressi).